# NGC 6508
NGC 6508 é uma galáxia elíptica (E) localizada na direcção da constelação de Draco. Possui uma declinação de +72° 01' 18" e uma ascensão recta de 17 horas, 49 minutos e 46,3 segundos.